# Fiat A.82
Il Fiat A.82 era un motore aeronautico radiale 18 cilindri a doppia stella raffreddato ad aria sviluppato dall'azienda italiana Fiat Aviazione alla fine degli anni trenta quale evoluzione potenziata del motore A.80 RC.41 da 1000 CV.

## Versioni
- A.82 RC.40
- A.82 RC.42

## Velivoli utilizzatori
- Fiat B.R.20bis